# 阿米達的阿卡修斯
亞卡修或譯阿卡修斯（Acacius，？—425年）是主後五世紀阿米達的一位主教，以慈善、親切、慷慨而知名。他的名字在聖曆上有專屬的紀念日，他也因在波斯與羅馬戰爭期間的英勇作為而受到極大的尊敬。

## 事蹟
曾在羅馬與波斯戰爭的期間宣稱：「金銀製作的花瓶既不能食也不能飲，供奉給上帝是無用之物。」於是變賣阿米達教堂的金銀器皿，用以從波斯軍隊贖回七千名戰俘；並且供應食物也幫助戰俘們回到自己的故鄉，發揮基督宗教的濟世精神。

## 影響
因戰爭中的善行使得兩國敵意減輕，也使雙方恢復和平，並在兩國邊境招開會議。會議中批准百年休戰協定，後來條約實際維持約有八十年之久。